# Begonia fruticella
Espèce
Begonia fruticella est une espèce de plantes de la famille des Begoniaceae.
L'espèce fait partie de la section Petermannia.
Elle a été décrite en 1916 par Henry Nicholas Ridley (1855-1956).

## Répartition géographique
Cette espèce est originaire de Nouvelle-Guinée.